# A párosság mentális reprezentációja
A számok pároztatása során 12 éves kortól kezdve megjelenik a páros-páratlanság szempontja, majd felnőtt korra felül is múlja a mennyiségi szempontok súlyát. Abban az esetben, ha három szám közül ki kell választanunk kettőt, amelyek a leginkább hasonlóak egymáshoz, rendszerint a párosságukkal összhangban hoznak ítéletet az emberek, kivéve, ha nem mindhárom szám páros vagy páratlan. A párossági dimenzió mentén történő döntéshozatal igen gyors és gyakran automatikus folyamatok része.

## A párossági döntések mechanizmusai
A legkézenfekvőbb – de nem a használt – stratégia, hogy a szóban forgó számot elosztjuk 2-vel. A 2-vel maradék nélkül osztható számok párosak. Ebben az esetben a döntés ideje függ a célszám nagyságától. (A 8 „nehezebben” páros, mint a 2.)
Mivel a kettesével való számlálás igen gyakran használt módszer, ez túltanult, már verbálisan is rögzült számsorrá alakul a gyakorlott számlálóban. Ez esetben a kérdés, hogy a célszám ebbe a verbális számsorba illik-e vagy sem. Ebben az esetben a döntést nem algoritmus vezérli, hanem egyszerűen a szemantikus emlékezetből való előhívási folyamatról van szó. Ebben az esetben a szám nagysága nem befolyásolja a döntési időt.

## Párossági szabályok
Összeadás és szorzás esetén gyors – igaz nem 100%-os – hibadetekciót tesznek lehetővé a párossági szabályok:
- páratlan meg páratlan = páros
- páratlan + páros = páratlan
- páros × páros = páros
- páros × páratlan = páros

Ezeket a szabályokat már harmadik osztályos kortól alkalmazzák a gyerekek, és nagyjából hatodik osztályos korra válik automatikussá. A témában végzett kutatások azt mutatják, hogy azokban a hibásan megoldott feladatokban, ahol ezek a szabályok sérülnek, sokkal gyorsabb a hibadetekció (szinte önkéntelennek érezzük), mint akkor, amikor a szabály nem sérül, bár az eredmény helytelen.

## MARC hatás (markedness association response code)
A páratlan ingereket inkább bal oldalon, míg a párosakat inkább jobb oldalon várjuk el. Ha ennek megfelelő kézzel kell jeleznünk a párossági ítéleteket egy feladatban, sokkal gyorsabban vagyunk képesek döntést hozni. (Értsd: jobb kézzel nyomjon gombot, ha a szám páros, bal kézzel, ha páratlan.)

## Párossági hatás
Úgy tűnik, a páros „irányt” jobban kezeljük a páratlannál. Gyorsabban hozunk döntést a „páros?” kérdésre, mint a „páratlan?” kérdésre.

## Lásd még
- A nulla paritása

## Kiegészítő irodalom
- szerk.: Campbell, Jamie I. D.: Handbook of mathematical cognition (angol nyelven). Psychology Press (2005. március 15.). ISBN 9781841694115

- Nuerk, Hans-Christoph, Wiebke Iversen, Klaus Willmes (2004. július 1.). „Notational modulation of the SNARC and the MARC (linguistic markedness of response codes) effect” (angol nyelven). The Quarterly Journal of Experimental Psychology 57 (5), 835 - 863. o. DOI:10.1080/02724980343000512.

- Igács, János, Karolina Janacsek, Attila Krajcsi (2008. december 1.). „A Numerikus Feldolgozás és Számolás Teszt (NFSZT) magyar változata” (magyar nyelven). Magyar Pszichológiai Szemle 63 (4), 633-650. o, Kiadó: Akadémiai Kiadó. DOI:10.1556/MPSzle.63.2008.4.2. ISSN 1588-2799 0025-0279, 1588-2799.

- Janacsek, K. (2007). A matematikai megismerés pszichológiájának egy fejezete: hogyan tároljuk a párosságot? 6. VMTDK, Újvidék, 2007. november 16-18.